# Czerwona chemia
Czerwona chemia – potoczna nazwa jednego z budynków Wydziału Chemicznego Politechniki Śląskiej w Gliwicach, położonego w pobliżu skrzyżowania ulic ks. Marcina Strzody i Wrocławskiej.
Został pierwotnie wzniesiony na siedzibę zawodowej szkoły mechaniczno-hutniczej, kształcącej kwalifikowany personel dla śląskich hut i zakładów budowy maszyn. Na budynku zachował się niemiecki napis: Maschinenbau und Hütten Schule. Na potrzeby Politechniki Śląskiej przejęty po II wojnie światowej.

## Architektura
Budynek jest przykładem neogotyckiego budownictwa ceglanego z przełomu XIX i XX wieku.
Projektantem budynku, wzniesionego w latach 1906–1907, był architekt Georg Kuczora, który zaprojektował również gliwicką Katedrę pw. św. Piotra i Pawła. Bogaty zbiór form i detali elewacji nawiązuje do gotyckich motywów spotykanych w XIV i XV wieku na terenie Królewca, Hamburga i Lubeki. Styl ten charakteryzuje się stosowaniem licznych kształtek ceramicznych (ościeża okienne), cegieł barwionych i glazurowanych (parapety okienne, fryzy), a także elementów kamiennych (portale okienne i cokoły). Monumentalny charakter bryły gmachu podkreślają ryzality (część budynku wysunięta przed lico elewacji), zwieńczone schodkowymi szczytami oraz wieża wznosząca się ponad stromymi dachami budynku.

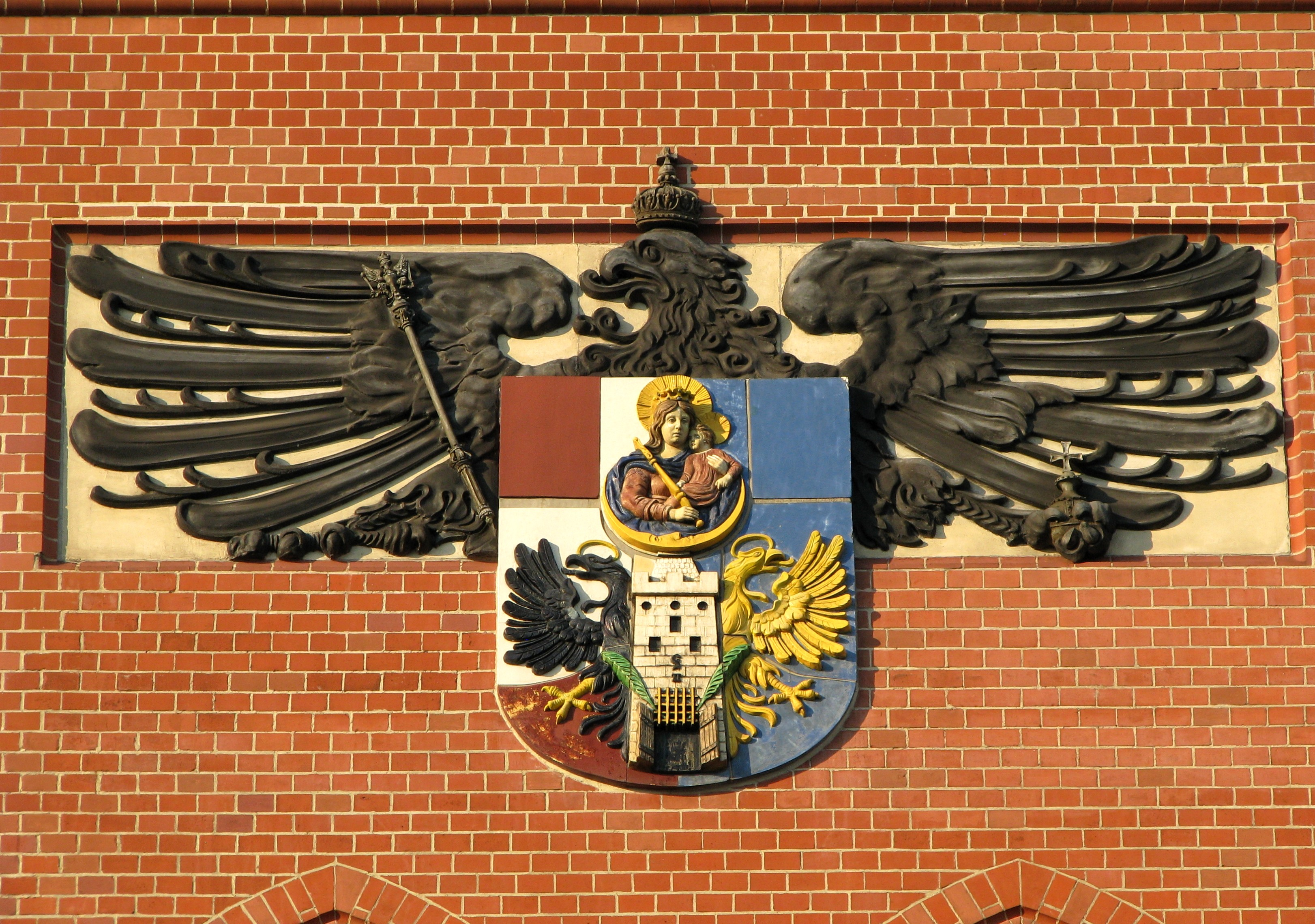
Dawny herb Gliwic na wieży Wydziału Chemii Politechniki Śląskiej w Gliwicach

Jednym z elementów elewacji jest dawny herb Gliwic, umieszczony na wieży od strony ul. Strzody. Jest on jednym z czterech – utrwalonych w architekturze – herbów Gliwic. Wykonano go z elementów ceramicznych. Wejście główne, zaakcentowane portalem zamkniętym ostrołukiem, wprowadza nas do wnętrz budynku. Uwagę zwracają tam sklepienia sieciowe i krzyżowo-żebrowe, wsparte na kolumnach i konsolach.